# Galaxias platei
El puye o tollo (en Chile) o puyén grande (en Argentina) (Galaxias platei) es una especie de pez teleósteo de la familia Galaxiidae.
Se halla distribuido en Argentina y Chile a latitudes superiores a los 38° Lat. Sur.
De comportamiento anfídromo, es una especie altamente adaptada para habitar en ambientes litorales y sublitorales de ríos y lagos con alta carga de sedimentos y baja luminosidad, destacando entre sus caracteres la presencia de una retina funcionalmente óptima en ambientes oscuros, protección de las branquias contra la abrasión, tolerancia a bajas concentraciones de oxígeno, baja tasa metabólica (Cussac et al. 2004).

## Descripción
Pez de tamaño mediano, hasta 350 mm de longitud total. Puede llegar a pesar hasta 1 kg en ambientes favorables.
Esta especie se diferencia del puyen chico (G.maculatus) por algunos caracteres osteológicos. Además, el origen de la aleta anal es claramente posterior al origen de la aleta dorsal y la caudal es truncada.